# Musellifer sublitoralis
Musellifer sublitoralis är en djurart som tillhör fylumet bukhårsdjur, och som beskrevs av William D. Hummon 1969. Musellifer sublitoralis ingår i släktet Musellifer och familjen Chaetonotidae. Inga underarter finns listade i Catalogue of Life.